# Spondylurus turksae
Spondylurus turksae — вид сцинкоподібних ящірок родини сцинкових (Scincidae). Ендемік Островів Теркс і Кайкос. Описаний у 2012 році.

## Поширення і екологія
Spondylurus turksae мешкають на островах Гранд-Терк, Коттон-Кей і Гіббс-Кей в групі островів Теркс. Вони живуть в чагарникових заростях, серед опалого листя і каміння. Ведуть денний спосіб життя.

## Збереження
МСОП класифікує цей вид як такий, що перебуває на межі зникнення. Spondylurus turksae загрожує знищення природного середовища та хижацтво з боку інтродукованих чорних щурів, що призвело до ймовірного вимирання цього виду на острові Гранд-Терк.